# Prong Point
Der Prong Point (englisch für Zackenspitze) ist eine schmale Landspitze an der Nordküste von Coronation Island im Archipel der Südlichen Orkneyinseln. Sie trennt die Einfahrt zur Imray Bay im Westen von derjenigen zur Ommanney Bay im Osten. Die Landspitze gehörte zur Antarctic Specially Protected Area Nr. 114, deren Schutzstatus jedoch am 5. August 2014 aufgehoben wurde.
Der britische Robbenfängerkapitän George Powell und sein US-amerikanisches Pendant Nathaniel Palmer sichteten diese Landspitze im Dezember 1821 bei ihrer gemeinsamen Erkundungsfahrt zu den Südlichen Orkneyinseln. Der Falkland Islands Dependencies Survey nahm zwischen 1956 und 1958 Vermessungen. Das UK Antarctic Place-Names Committee gab ihr 1959 ihren deskriptiven Namen.